# Lejeunea touwii
Lejeunea touwii là một loài Rêu trong họ Lejeuneaceae. Loài này được (Pocs) R.M. Schust. mô tả khoa học đầu tiên năm 1998.